# Albert Probeck
Albert Probeck (* 31. Januar 1886 als Albert Adam Schiermann in Frankfurt am Main; † 24. September 1975 in Berlin) war ein deutscher Schauspieler und Theaterleiter.

## Leben
Der Sohn des Feuerwehrmannes Konrad Schiermann und seiner Frau Franziska wählte als Künstlernamen den Geburtsnamen seiner Mutter.
Albert Probeck hatte lange Jahre Engagements an verschiedenen Berliner Bühnen. Bis 1932 war er auch als Theaterdirektor am Wallner-Theater in Berlin tätig.
Darüber hinaus wirkte er in verschiedenen Filmproduktionen überwiegend in Nebenrollen mit, zunächst im Stummfilm Mysterien des Lebens aus dem Jahr 1920 mit Otto Bernstein und Jenny Schaffer. Später spielte er in Unterhaltungsfilmen wie 1940 in Casanova heiratet unter der Regie von Viktor de Kowa und 1943 in Karneval der Liebe unter Paul Martin mit Johannes Heesters, Dora Komar und Hans Moser. Als letzte Filmarbeit von Probeck ist 1945 eine Mitwirkung in Das alte Lied nachweisbar.
Albert Probeck war ab 1921 mit der Sängerin Else Dörffel verheiratet. Er starb 1975 in Berlin-Wilmersdorf.

## Filmografie (Auswahl)
- 1920: Mysterien des Lebens
- 1932: Trenck – Der Roman einer großen Liebe
- 1933: Höllentempo
- 1935: Der Mann mit der Pranke
- 1936: Ein Lied klagt an
- 1937: Sherlock Holmes. „Die graue Dame“
- 1938: Es kann der Beste nicht in Frieden leben (Kurzfilm)
- 1939: Die Frau ohne Vergangenheit
- 1939: Die barmherzige Lüge
- 1939: Schneider Wibbel
- 1939: Rheinische Brautfahrt
- 1940: Casanova heiratet
- 1943: Karneval der Liebe
- 1943: Das Bad auf der Tenne
- 1945: Das alte Lied